# Цонов, Иван
Иван Цонов (болг. Иван Николов Цонов; род. 31 июля 1966, Пловдивская область) — болгарский борец вольного стиля, чемпион и призёр чемпионатов Европы, серебряный призёр летних Олимпийских игр 1988 года в Сеуле, участник двух Олимпиад.

## Карьера
Выступал в 1-й наилегчайшей (до 48 кг), 2-й наилегчайшей (до 52 кг) и наилегчайшей (до 54 кг) весовых категориях. Чемпион (1992 год), серебряный (1994, 1996, 1999) и бронзовый (1990, 1995) призёр чемпионатов Европы.
На летних Олимпийских играх 1988 года в Сеуле Цонов выступал в 1-м наилегчайшем весе. В первом круге он проиграл советскому борцу Сергею Карамчакову, но затем победил представителя Тайваня Хо Джунью, афганца Мохаммада Разигула, иранца Раджеша Кумара, немца Райнера Хойгабеля и стал победителем своей подгруппы. В финальной схватке болгарин проиграл японцу Такаси Кобаяси и завоевал серебро Олимпиады.
На Олимпиаде 2000 года в Сиднее Цонов выступал в наилегчайшем весе. Он проиграл россиянину Леониду Чучунову, украинцу Александру Захаруку и выбыл из борьбы за награды, заняв 19-е место.